# Stazione di Genova Rivarolo
Stazione di Genova Rivarolo vasútállomás Olaszországban, Genova településen.

## Vasútvonalak
Az állomást az alábbi vasútvonalak érintik:
- Torino–Genova-vasútvonal

## Kapcsolódó állomások
A vasútállomáshoz az alábbi állomások vannak a legközelebb:
- Stazione di Genova Bolzaneto
- Stazione di Genova Sampierdarena